# 孟景伟
孟景伟（1974年5月—），男，汉族，河南汝州人，中华人民共和国政治人物，中共党员，在职经济学博士。曾任中共北京市通州区委书记。现任安徽省安慶市委书记

## 生平
早年任北京市财政局预算处副处长、处长，市财政局副巡视员，北京市海淀区人民政府副区长，中共北京市海淀区委常委、副区长，中共海淀区委副书记。2020年6月任北京市统计局局长。
2021年9月，任北京市通州区人民政府区长。
2023年3月，任通州区委书记。
2025年8月，跨省份履新安徽安庆市委书记